# Elizabeth Hay
Elizabeth Grace Hay (ur. 22 października 1951 w Owen Sound w prowincji Ontario) – kanadyjska pisarka.
Jako nastolatka spędziła rok w Anglii. Ukończyła studia licencjackie na University of Toronto. Później pracowała jako dziennikarka w CBC/Radio-Canada. Przebywała w Meksyku i Nowym Jorku.
Otrzymała nagrody literackie: CAA MOSAID Technologies Award i TORGI Award (obie za powieść Magia pogody), dwukrotnie Ottawa Book Award (za powieści Garbo się śmieje oraz Późną nocą na antenie), Libris Award i Giller Prize (obie za Późną nocą na antenie), Edna Staebler Award, Western Magazine Award, National Magazine Award, Journey Prize, i Marian Engel Award. 
W 1985 poślubiła Marka Frieda (jest to jej drugie małżeństwo). Para ma dwoje dzieci. Mieszka w Ottawie.

## Dzieła

### Powieści
- A Student of Weather (2000; wydanie polskie Magia pogody 2002)
- Garbo Laughs (2003; wydanie polskie Garbo się śmieje 2004)
- Late Nights on Air (2007; wydanie polskie Późną nocą na antenie 2010)
- Alone in the Classroom (2011)
- His Whole Life (2015)

### Zbiory opowiadań
- Crossing the Snow Line (1989)
- Small Change (1997)

### Literatura faktu
- The Only Snow in Havana (1992)
- Captivity Tales (1993)